# Bogdănești (gmina w okręgu Bacău)
Bogdănești – gmina w Rumunii, w okręgu Bacău. Obejmuje miejscowości Bogdănești i Filipești. W 2011 roku liczyła 2550 mieszkańców.